# Lipotidae
A Lipotidae az emlősök (Mammalia) osztályának párosujjú patások (Artiodactyla) rendjébe, ezen belül a cetek (Cetacea) alrendágába tartozó család.
A családba 1 recens faj tartozik.

## Rendszerezés
A családba az alábbi 1 élő nem és 1-2 fosszilis nem tartozik:
- Lipotes Miller, 1918 - típusnem; késő miocén-jelen; Kína[1][2][3]
- †Parapontoporia Barnes, 1984 - késő miocén-pliocén; Kalifornia, USA[4][5][6]
- ?†Prolipotes - ?miocén; Kuanghszi-Csuang Autonóm Terület, Kína; csak egy töredékes állkapocs alapján ismert, amely meglehet, hogy nem tartozik ebbe a családba[7][8]

## Fordítás
- Ez a szócikk részben vagy egészben  a   Lipotidae című angol Wikipédia-szócikk ezen változatának fordításán alapul.  Az eredeti cikk szerkesztőit annak laptörténete sorolja fel. Ez a jelzés csupán a megfogalmazás eredetét és a szerzői jogokat jelzi, nem szolgál a cikkben szereplő információk forrásmegjelöléseként.
- Ez a szócikk részben vagy egészben  a   List_of_extinct_cetaceans#Suborder_Odontoceti című angol Wikipédia-szócikk ezen változatának fordításán alapul.  Az eredeti cikk szerkesztőit annak laptörténete sorolja fel. Ez a jelzés csupán a megfogalmazás eredetét és a szerzői jogokat jelzi, nem szolgál a cikkben szereplő információk forrásmegjelöléseként.